# یوهانا فریسک
یوهانا فریسک (انگلیسی: Johanna Frisk؛ زادهٔ ۱۹ مارس ۱۹۸۶) بازیکن فوتبال اهل سوئد است.
از باشگاه‌هایی که در آن بازی کرده‌است می‌توان به لس آنجلس سل، اومئا آی‌کی، و باشگاه فوتبال زنان تیرسو اشاره کرد.
وی همچنین در تیم‌های ملی فوتبال زنان سوئد، و زنان سوئد، بازی کرده‌است.